# Chickmagalur
Chickmagalur (o Chikmagalur) è una città dell'India di 101.022 abitanti, capoluogo del distretto di Chickmagalur, nello stato federato del Karnataka. In base al numero di abitanti la città rientra nella classe I (da 100.000 persone in su).

## Geografia fisica
La città è situata a 13° 19' 0 N e 75° 46' 60 E e ha un'altitudine di 1.036 m s.l.m..

## Società

### Evoluzione demografica
Al censimento del 2001 la popolazione di Chickmagalur assommava a 101.022 persone, delle quali 51.611 maschi e 49.411 femmine. I bambini di età inferiore o uguale ai sei anni assommavano a 11.118, dei quali 5.661 maschi e 5.457 femmine. Infine, coloro che erano in grado di saper almeno leggere e scrivere erano 77.455, dei quali 41.419 maschi e 36.036 femmine.